# Let It Go (canción de Dragonette)
«Let It Go» es un sencillo del género electropop y new wave grabado por la banda canadiense Dragonette en 2012. La canción fue escrita y producida por el grupo para su tercer álbum de estudio, Bodyparts (2012). Fue lanzado como primer sencillo del mismo en abril de 2012.

## Vídeo musical
El videoclip oficial fue publicado en el canal de YouTube del grupo el 2 de mayo de 2012. En él, se ven a varios científicos, interpretados por los miembros masculinos que conforman Dragonette, secuestrando a la vocalista, Martina Sorbara, y a otras personas para extraerles su felicidad y condensarlas en pastillas, asegurando así la felicidad de cada usuario.

## Posición en listas
| Listas (2012)             | Posición más alta |
| ------------------------- | ----------------- |
| Canadá (Canadian Hot 100) | 23                |